# 桂春駒
桂 春駒（かつら はるこま）は、落語家・色物の名跡。当代は3代目か4代目であると推測される。
- 桂春駒 - 月亭春松編の落語系圖には2代目月亭文都の門人に確認できる。
- 桂春駒 - 同じく落語系圖には初代桂春団治の門人に確認できる。河本寿栄の著書に「初代春駒兄さん」と書かれている人物と、同一人物ではないかと思われる。この他、河本寿栄が芸人として活動していた頃に、「春駒」（亭号不明、恐らく「桂」）を名乗っていた時期があった。

当代桂 春駒（かつら はるこま、1951年2月23日 - 2013年12月31日）は大阪市出身の落語家、俳優。本名∶宮本 和俊。出囃子は『白拍子』。

## 来歴・人物
大阪府立成城工業高等学校卒業後、東京芝浦電気（現：東芝）で約2年半のサラリーマン生活を経て、1971年12月に3代目桂春団治に入門。1981年に春駒に複名。
得意な話は「一人酒盛」、「親子酒」。1984年から年に1回のペースで独演会「桂春駒の会」を開催。近年では国立文楽劇場にて700人以上を動員している。
噺家としての顔以外にさまざまな顔を持っており、「兵庫区民寄席」では1978年4月の第1回より、「もとまち寄席恋雅亭」では1994年8月より世話人を務める。
さらには、1977年6月からミヤコ蝶々劇団に入団。2001年6月から現所属事務所である劇団往来に参加。俳優としての顔も持つ。
劇団往来所属。上方落語協会会員。愛称は「駒ちゃん」。
2013年12月31日、肝不全のため死去。62歳没。

## 受賞歴
- 1974年 「第1回ABCフレッシュ寄席」最優秀新人賞

## 出演

### 舞台
- 『青空のピコ』
- 『温羅の千年』
- 『Moon Child』
- 『安楽兵舎V・S・O・P』
- 『予告殺人』
- 『英国少女殺人事件〜名探偵VS霊媒師〜』
- 『ステージドアの向こうに』
- 『・・・もう一人の君に！〜夏子〜』
- 『煙が目にしみる』
- 『赤いハートと蒼い月』
- 『虫』
- 『セチュアンの善人』

### テレビ番組
『水戸黄門』（2009年7月〜、TBS）第4話　道哲役（第40部〜）